# Shenzhen BYD Daimler New Technology Company
Shenzhen BYD Daimler New Technology Company is een joint venture tussen BYD Auto en Daimler. Het bedrijf werd opgericht voor het onderzoek en de ontwikkeling van elektrische voertuigen. Het bedrijf brengt zijn wagens op de markt onder de naam Denza. In april 2012 maakte het zijn debuut tijdens het Autosalon van Peking met de Denza NEV. 